# Xiaoheyancultuur

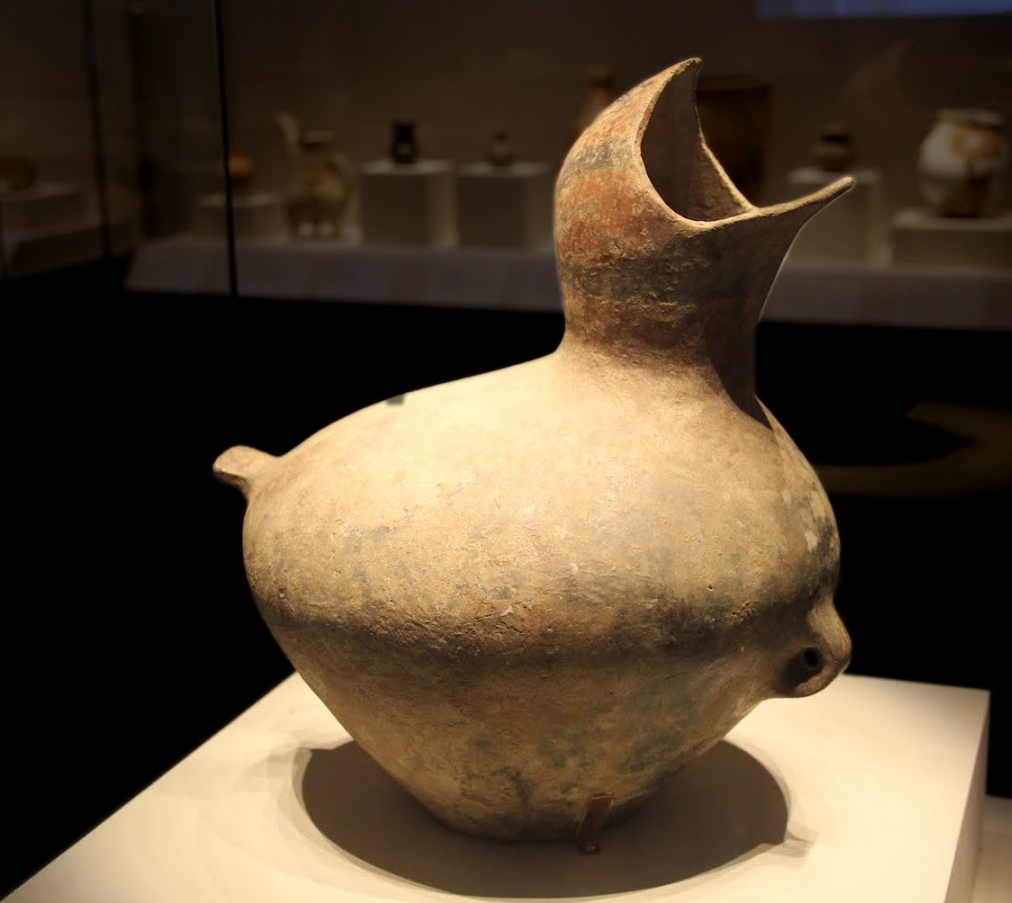
vogelvormige aardewerken pot

De Xiaoheyancultuur was een neolithische cultuur die bestond in de banier Aohan, Binnen-Mongolië, China van ongeveer 3500-2000 v.Chr. 

## Geschiedenis en verspreiding
De cultuur is vernoemd naar de in de jaren zeventig opgegraven site van Nantai bij de nederzetting Xiaoheyan, banier Aohan, Binnen-Mongolië. Later werden meerdere sites van de cultuur ontdekt. 
Het verspreidingsgebied van de Xiaoheyancultuur strekte zich uit over de noordelijke en zuidelijke regio's van de Yanshan. Het ontstond uit de late Yangshaocultuur en verdween in de Longshancultuur-periode. 
Suo Xiufen en anderen wezen erop dat de Xiaoheyancultuur werd gevormd op basis van de lokale Zhaobaogoucultuur, Fuhecultuur en Hongshancultuur, waarbij voortdurend externe culturele factoren eromheen werden geabsorbeerd. 
In de vroege fase verspreidde de Xiaoheyancultuur zich over de noordelijke en zuidelijke regio's van de Yanshan en bereikte Zhangjiakou en Datong in het westen, en Shijiazhuang in het zuiden. In het latere stadium werd de Xiaoheyancultuur aan de zuidelijke voet van de Yanshan vervangen door de Hougangcultuur en de Longshancultuur aan de benedenloop van de Gele Rivier, terwijl het gebied ten noorden van Yanshan bij de Xiaoheyancultuur bleef. 

## Eigenschappen
De mensen leefden een stabiel en gevestigd leven, voornamelijk afhankelijk van de akkerbouw, aangevuld met veeteelt en jacht. Het aardewerk en de textiel zijn relatief ontwikkeld. De mensen woonden in ovale en halfondergrondse gebouwen, sommige met enkele kamer, sommige met twee kamers. Het gebouw had een kleine ingang en een grote vloer, met de deuren op het zuiden. Sommige huizen hadden ronde haarden, terwijl andere paalgaten hadden aan beide zijden van de middelste haard. Er waren ook kelders voor het opslaan van voedsel, met een diepte tot 1,9 m.
Men gebruikte niet langer de grote stenen werktuigen uit de Hongshanperiode, maar meer verfijnde geslepen stenen werktuigen, zoals geperforeerde dissels, bijlen, pijlpunten, schrapers, stenen en benen messen. De textieltechnologie was relatief geavanceerd, met spinklossen van aardewerk of steen, variërend in grootte. De grootste gevonden woog 98 gram, de kleinste 9 gram. Het textiel kan worden verdeeld in dik- en dundradig, met tussen de 6 en 8 schering- en inslagdraden per vierkante centimeter. De gebruikte benen naalden zijn zeer scherp, met kleine ronde gaatjes van slechts 0,2 mm in de platte top. 